# Campionato europeo maschile di pallavolo 2007
Il XXV campionato europeo maschile di pallavolo si svolse a Mosca e San Pietroburgo, in Russia, dal 6 al 16 settembre 2007. Al torneo parteciparono 16 squadre nazionali europee e la vittoria finale andò per la prima volta alla sorprendente Spagna.

## Qualificazioni
Al campionato europeo partecipano la nazionale del paese ospitante, le prime 6 squadre classificate nel campionato del 2005 (in questo caso partecipa la settima classificata visto che la Russia, giunta seconda, è qualificata di diritto in quanto ospita la competizione) e 9 squadre provenienti dai gironi di qualificazione.

### Squadre già qualificate
- Russia (Paese ospitante)
- Italia (1º posto nel campionato europeo 2005)
- Serbia (3º posto nel campionato europeo 2005)[2]
- Spagna (4º posto nel campionato europeo 2005)
- Polonia (5º posto nel campionato europeo 2005)
- Grecia (6º posto nel campionato europeo 2005)
- Francia (7º posto nel campionato europeo 2005)

### Gironi di qualificazione
| Girone A               | Girone B           | Girone C         | Girone D         | Girone E                     | Girone F         |
| ---------------------- | ------------------ | ---------------- | ---------------- | ---------------------------- | ---------------- |
| Belgio                 | Slovacchia         | Bulgaria         | Turchia          | Croazia                      | Paesi Bassi      |
| Bielorussia            | Rep. Ceca          | Germania         | Finlandia        | Estonia                      | Slovenia         |
| Portogallo Azerbaigian | Ungheria Danimarca | Lettonia Romania | Ucraina Norvegia | Bosnia ed Erzegovina Israele | Macedonia Svezia |

## Impianti
|                                                                       |                                                                                      |
|                                                                       |                                                                                      |
| Olimpiysky Città: Mosca Capienza: 10.000-16.000 Anno d'apertura: 1980 | Yubileyny Sports Palace Città: San Pietroburgo Capienza: 7.700 Anno d'apertura: 1967 |

## Squadre partecipanti
| - Belgio - Bulgaria - Croazia - Finlandia - Francia - Germania - Grecia - Italia | - Paesi Bassi - Polonia - Russia - Serbia - Slovacchia - Slovenia - Spagna - Turchia |

## La formula
Le sedici squadre ammesse alla fase finale sono state suddivise in quattro gironi da quattro.
Dopo la prima fase le prime tre di ogni raggruppamento si qualificano per la seconda e vengono inserite in pool da sei E (1A 2A 3A 1C 2C 3C) ed F (1B 2B 3B 1D 2D 3D), portandosi dietro i risultati degli scontri diretti.
Delle sei squadre presenti nei gironi E ed F della seconda fase, passano il turno e accedono alle semifinali le prime due di ogni girone. Le semifinali vengono sorteggiate, quindi è possibile che si incontrino per la seconda volta le squadre di uno stesso girone della seconda fase. Le vincenti si affrontano per il titolo in finale a Mosca.

## Gironi
| Gruppo A                           | Gruppo B                      | Gruppo C                           | Gruppo D                          |
| ---------------------------------- | ----------------------------- | ---------------------------------- | --------------------------------- |
| Germania Grecia Paesi Bassi Serbia | Belgio Polonia Russia Turchia | Francia Slovacchia Slovenia Spagna | Bulgaria Croazia Finlandia Italia |

## Fase finale

### Finali 1º e 3º posto - Mosca
|  | Semifinali | Semifinali | Semifinali |        |        | Finale 1º/2º posto | Finale 1º/2º posto | Finale 1º/2º posto |  |
|  |            |            |            |        |        |                    |                    |                    |  |
|  | Spagna     | Spagna     | 3          |        |        |                    |                    |                    |  |
|  | Spagna     | Spagna     | 3          |        |        |                    |                    |                    |  |
|  | Finlandia  | Finlandia  | 2          |        |        |                    |                    |                    |  |
|  | Finlandia  | Finlandia  | 2          |        | Spagna | Spagna             | 3                  |                    |  |
|  |            |            |            |        | Spagna | Spagna             | 3                  |                    |  |
|  |            |            | Russia     | Russia | 2      |                    |                    |                    |  |
|  | Russia     | Russia     | Russia     | Russia | 2      | 3                  |                    |                    |  |
|  | Russia     | Russia     |            |        |        | 3                  |                    |                    |  |
|  | Serbia     | Serbia     | 0          |        |        | Finale 3º/4º posto | Finale 3º/4º posto | Finale 3º/4º posto |  |
|  | Serbia     | Serbia     | 0          |        |        |                    |                    |                    |  |
|  |            |            |            |        |        |                    |                    |                    |  |
|  |            |            |            |        |        | Finlandia          | Finlandia          | 1                  |  |
|  |            |            |            |        |        | Finlandia          | Finlandia          | 1                  |  |
|  |            |            |            |        |        | Serbia             | Serbia             | 3                  |  |

## Podio

### Campione
Formazione: 1 Rafael Pascual, 2 Ibán Pérez, 3 José Luis Lobato, 4 Manuel Sevillano, 7 Guillermo Hernán, 10 Miguel Ángel Falasca, 11 José Javier Subiela, 12 Guillermo Falasca, 14 José Luis Moltó, 16 Julián García, 17 Enrique de la Fuente, 18 Israel Rodríguez, CT: Andrea Anastasi

### Secondo posto
Formazione: 2 Semën Poltavskij, 3 Aleksandr Kosarev, 4 Pavel Kruglov, 5 Pavel Abramov, 6 Sergej Grankin, 8 Sergej Tetjuchin, 9 Vadim Chamutckich, 10 Jurij Berežko, 13 Aleksej Ostapenko, 15 Aleksandr Volkov, 16 Aleksej Verbov, 18 Aleksej Kulešov, CT: Vladimir Alekno

### Terzo posto
Formazione: 1 Nikola Kovačević, 4 Bojan Janić, 5 Vlado Petković, 6 Slobodan Boškan, 7 Dragan Stanković, 8 Marko Samardžić, 9 Nikola Grbić, 10 Miloš Nikić, 12 Andrija Gerić, 14 Ivan Miljković, 15 Saša Starović, 18 Marko Podraščanin, CT: Igor Kolaković

## Classifica finale
| Classifica | Squadre     | Qualificazione                                 |
| ---------- | ----------- | ---------------------------------------------- |
| Oro        | Spagna      | Coppa del Mondo 2007 - Campionato europeo 2009 |
| Argento    | Russia      | Coppa del Mondo 2007 - Campionato europeo 2009 |
| Bronzo     | Serbia      | Campionato europeo 2009                        |
| 4          | Finlandia   | Campionato europeo 2009                        |
| 5          | Germania    | Campionato europeo 2009                        |
| 6          | Italia      | Campionato europeo 2009                        |
| 7          | Paesi Bassi |                                                |
| 8          | Bulgaria    |                                                |
| 9          | Francia     |                                                |
| 10         | Belgio      |                                                |
| 11         | Polonia     |                                                |
| 12         | Slovacchia  |                                                |
| 13         | Grecia      |                                                |
| 14         | Croazia     |                                                |
| 15         | Turchia     |                                                |
| 16         | Slovenia    |                                                |